# Radwanice i Bartowice
Radwanice i Bartowice (czes. Radvanice a Bartovice) – od 24 listopada 1990 roku jeden z 23 obwodów miejskich na południowym wschodzie miasta Ostrawy, w historycznych granicach Śląska Cieszyńskiego. Dzielnica składa się z dwóch części, dawniej niezależnych miejscowości, Radwanic oraz Bartowic.

## Historia
Pierwsze wzmianki o obu miejscowościach pochodzą z około 1305 roku, z dokumentu Liber fundationis episcopatus Vratislaviensis. Bartowice zostały wzmiankowane jako Bertoltovice (od imienia Bertold (Bartłomiej)), natomiast nazwa Radwanic wywodzi się od słowiańskiego imienia męskiego Radvan (Radowan). Rolniczy charakter miejscowości zaczął się zmieniać z racji uprzemysłowienia rejonu Ostrawy końcem XIX wieku. 
Według austriackiego spisu ludności z 1910 roku wieś Radwanice miała 7,139 mieszkańców, z czego 7,096 zameldowanych na stałe, 5,772 (81,3%) czesko-, 1,202 (17%) polskojęzycznych. 6,595 (92,4%) katolików i 388 (5,4%) ewangelików. Z kolei w Bartowicach mieszkało 2,062 osób, 2,061 ze stałym zameldowaniem, 2,018 (98%) czesko- i 39 (1,9%) polskojęzycznych, 1,936 (93,9%) katolików i 117 (5,7%) ewangelików
Radwanice stały się częścią Ostrawy w 1941, a Bartowice w 1960.